# Талес Магно
Талес Магно Баселар Мартинс (порт. Talles Magno Bacelar Martins; родился 26 июня 2002, Рио-де-Жанейро), более известный как просто Талес Магно или Талес — бразильский футболист, нападающий клуба MLS «Нью-Йорк Сити», выступающий на правах аренды за «Коринтианс».

## Клубная карьера
С 2012 года выступал за футбольную академию клуба «Васко да Гама». В основном составе команды дебютировал 2 июня 2019 года в матче бразильской Серии A против «Ботафого». 25 августа 2019 года забил свой первый гол в чемпионате в матче против «Сан-Паулу».
В мае 2021 года перешёл в клуб MLS «Нью-Йорк Сити», подписав контракт до 2026 года. Сумма трансфера составила около 12 млн долларов США.

## Карьера в сборной
С 2018 года выступает за сборную Бразилии до 17 лет. В июне 2019 года забил два мяча в товарищеском матче против сборной Парагвая.

## Достижения
Сборная Бразилии (до 17 лет)
- Победитель чемпионата мира (до 17 лет): 2019